# 基耶西纳-乌扎内塞
基耶西纳-乌扎内塞（義大利語：Chiesina Uzzanese），是意大利托斯卡纳大区皮斯托亚省的一个市镇。总面积7.24平方公里，人口4517人，人口密度623.9人/平方公里（2009年）。ISTAT代码为047022。